# Ламонт (Калифорнија)
Ламонт (енгл. Lamont) насељено је место без административног статуса у америчкој савезној држави Калифорнија.

## Демографија
По попису из 2010. године број становника је 15.120, што је 1.824 (13,7%) становника више него 2000. године.
| Група             | 2000.          | 2010.          |
| Белци             | 1.221 (9,2%)   | 694 (4,6%)     |
| Афроамериканци    | 371 (2,8%)     | 130 (0,9%)     |
| Азијати           | 138 (1,0%)     | 72 (0,5%)      |
| Хиспаноамериканци | 11.814 (88,9%) | 14.293 (94,5%) |
| Укупно            | 13.296         | 15.120         |